# Haibach, Straubing-Bogen
Haibach là một đô thị trong huyện Straubing-Bogen bang Bayern, Đức.